# Aderlan Santos
Aderlan Leandro de Jesus Santos (Salgueiro, 9 aprile 1989) è un calciatore brasiliano, difensore dell'AVS.

## Carriera
Dopo gli inizi nelle serie minori in Brasile con Salgueiro e Araripina, nel 2010 Santos passa ai portoghesi del Trofense.
Nel 2012 viene acquistato dal Braga, con cui, dopo un anno in seconda squadra, si mette in mostra in due stagioni di alto livello, attirando l'interesse di numerosi club esteri.
Alla fine a spuntarla è il Valencia, che il 27 agosto 2015 annuncia l'arrivo del giocatore con la firma di un accordo quinquennale. Il debutto con la nuova maglia avviene il 22 settembre in Liga BBVA contro l'Espanyol.

## Palmarès
- Coppa di Lega portoghese: 1

Braga: 2012-2013
- Segunda Liga: 1

Rio Ave: 2021-2022